# Avezzano Calcio 1993-1994
Questa pagina raccoglie le informazioni riguardanti l'Avezzano Calcio nelle competizioni ufficiali della stagione 1993-1994.

## Organigramma societario
I quadri dell'Avezzano calcio 1993-1994
Area direttiva
- Presidente: Mauro Gentile

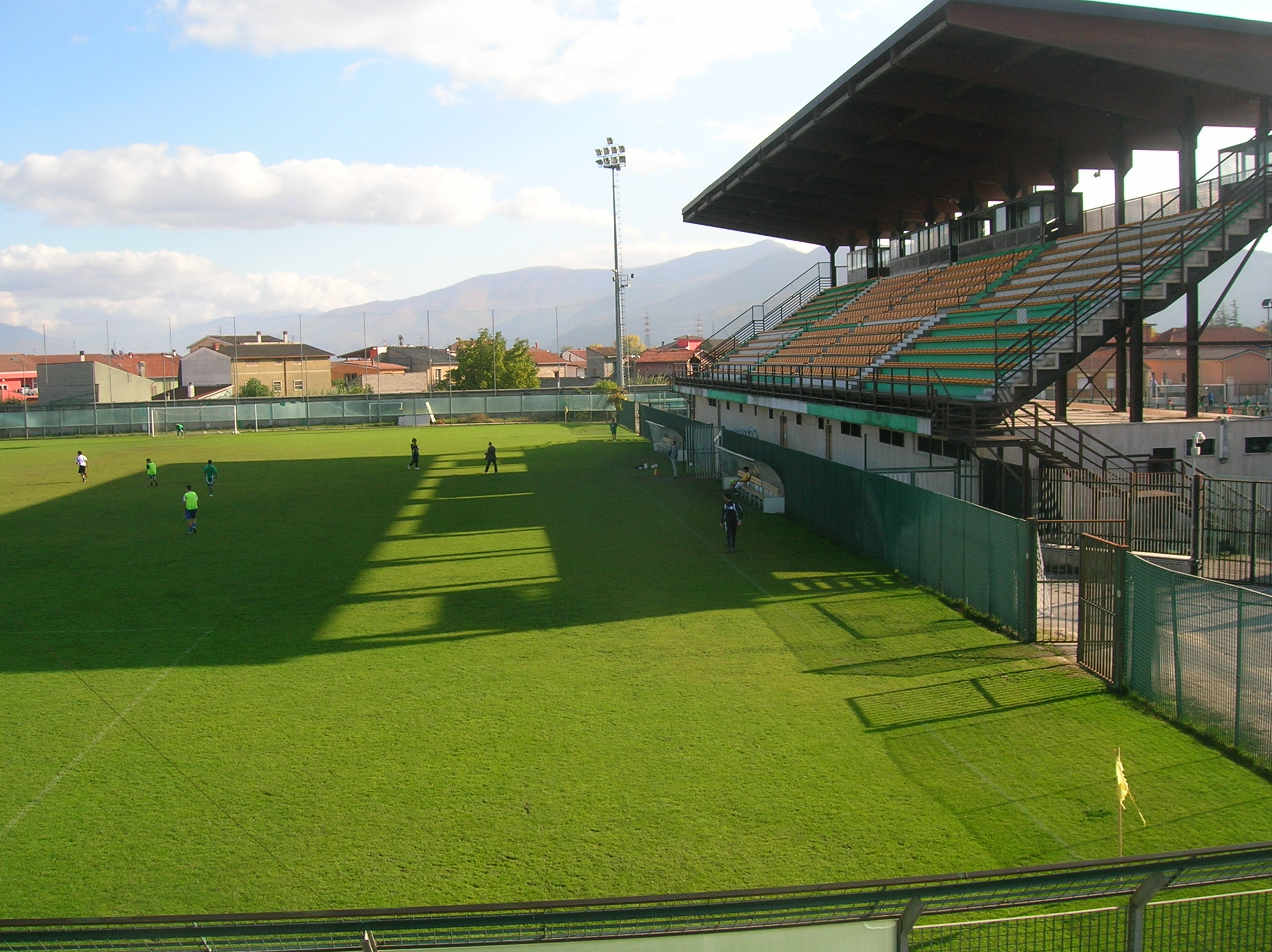
Stadio dei Marsi di Avezzano

- Presidente onorario: Mario Spallone
- Direttore generale: Aureliano Giffi
- Direttore sportivo: Camillo (Nello) De Nicola
- Segretario: Piero Puglielli
- Dirigenti: Quirino Gentile, Alfredo Spallone, Emanuele Bove, Rocco Lombardi

Area tecnica
- Allenatore: Giuseppe Di Franco; dal 15 aprile 1994 Giuseppe Sabadini
- Vice allenatore: Pietro Scognamiglio, Mauro Cherubini
- Medico sociale: Francesco Giffi
- Massaggiatore: Domenico Vicini

## Rosa

### Rosa 1993-1994
Rosa dell'Avezzano calcio 1993-1994.
| N. |                   | Ruolo | Calciatore                |
| -- | ----------------- | ----- | ------------------------- |
|    | Italia (bandiera) | P     | Massimo Cataldi           |
|    | Italia (bandiera) | P     | Patrizio Fimiani          |
|    | Italia (bandiera) | D     | Alessandro Del Grosso     |
|    | Italia (bandiera) | D     | Marco De Marchis          |
|    | Italia (bandiera) | D     | Massimiliano Di Luca      |
|    | Italia (bandiera) | D     | Fabrizio Fantoni          |
|    | Italia (bandiera) | D     | Massimiliano Manni        |
|    | Italia (bandiera) | D     | Mario Prioreschi          |
|    | Italia (bandiera) | D     | James Walter Wilson       |
|    | Italia (bandiera) | C     | Alessandro Colasante      |
|    | Italia (bandiera) | C     | Giovanni Paolo De Matteis |

| N. |                   | Ruolo | Calciatore                           |
| -- | ----------------- | ----- | ------------------------------------ |
|    | Italia (bandiera) | C     | Antonio Di Carlo                     |
|    | Italia (bandiera) | C     | Dario Levanto                        |
|    | Italia (bandiera) | C     | Vincenzo Marchese                    |
|    | Italia (bandiera) | C     | Manuel Milana                        |
|    | Italia (bandiera) | C     | Andrea Orocini                       |
|    | Italia (bandiera) | C     | Gianluca Pea                         |
|    | Italia (bandiera) | C     | Giampaolo Pellegrini (vice capitano) |
|    | Italia (bandiera) | A     | Massimo Anselmi                      |
|    | Italia (bandiera) | A     | Roberto Di Nicola (capitano)         |
|    | Italia (bandiera) | A     | Neivaldo Mozetti (Pita)              |
|    | Italia (bandiera) | A     | Stefano Nicoletti                    |

## Risultati

### Serie C2 girone B

#### Girone di andata
| Avezzano 12 settembre 1993 1ª giornata | Avezzano | 1 – 0 | Civitanovese | Stadio dei Marsi |

| Rimini 19 settembre 1993 2ª giornata | Rimini | 2 – 1 | Avezzano | Stadio Romeo Neri |

| Avezzano 26 settembre 1993 3ª giornata | Avezzano | 0 – 0 | Montevarchi | Stadio dei Marsi |

| Forlì 3 ottobre 1993 4ª giornata | Forlì | 2 – 1 | Avezzano | Stadio Tullo Morgagni |

| Avezzano 10 ottobre 1993 5ª giornata | Avezzano | 2 – 3 | Pontedera | Stadio dei Marsi |

| Cecina 17 ottobre 1993 6ª giornata | Cecina | 1 – 4 | Avezzano | Stadio Loris Rossetti |

| Avezzano 24 ottobre 1993 7ª giornata | Avezzano | 2 – 0 | Livorno | Stadio dei Marsi |

| Fano 7 novembre 1993 8ª giornata | Fano | 0 – 0 | Avezzano | Stadio Raffaele Mancini |

| Avezzano 14 novembre 1993 9ª giornata | Avezzano | 1 – 1 | Viareggio | Stadio dei Marsi |

| Poggibonsi 21 novembre 1993 10ª giornata | Poggibonsi | 2 – 0 | Avezzano | Stadio Stefano Lotti |

| Avezzano 28 novembre 1993 11ª giornata | Avezzano | 0 – 2 | Gualdo | Stadio dei Marsi |

| Ponsacco 5 dicembre 1993 12ª giornata | Ponsacco | 1 – 0 | Avezzano | Stadio comunale |

| Avezzano 12 dicembre 1993 13ª giornata | Avezzano | 1 – 0 | Baracca Lugo | Stadio dei Marsi |

| Macerata 19 dicembre 1993 14ª giornata | Maceratese | 2 – 2 | Avezzano | Stadio Helvia Recina |

| Avezzano 16 gennaio 1994 15ª giornata | Avezzano | 1 – 1 | L'Aquila | Stadio dei Marsi |

| Castel di Sangro 23 gennaio 1994 16ª giornata | Castel di Sangro | 1 – 1 | Avezzano | Stadio Teofilo Patini |

| Avezzano 30 gennaio 1994 17ª giornata | Avezzano | 0 – 0 | Vastese | Stadio dei Marsi |

#### Girone di ritorno
| Civitanova Marche 6 febbraio 1994 18ª giornata | Civitanovese | 2 – 2 | Avezzano | Stadio comunale |

| Avezzano 14 febbraio 1994 19ª giornata | Avezzano | 0 – 0 | Rimini | Stadio dei Marsi |

| Montevarchi 20 febbraio 1994 20ª giornata | Montevarchi | 2 – 1 | Avezzano | Stadio Gastone Brilli Peri |

| Avezzano 6 marzo 1994 21ª giornata | Avezzano | 3 – 0 | Forlì | Stadio dei Marsi |

| Pontedera 13 marzo 1994 22ª giornata | Pontedera | 4 – 1 | Avezzano | Stadio Ettore Mannucci |

| Avezzano 20 marzo 1994 23ª giornata | Avezzano | 2 – 0 | Cecina | Stadio dei Marsi |

| Livorno 27 marzo 1994 24ª giornata | Livorno | 3 – 1 | Avezzano | Stadio Armando Picchi |

| Avezzano 10 aprile 1994 25ª giornata | Avezzano | 0 – 2 | Fano | Stadio dei Marsi |

| Viareggio 17 aprile 1994 26ª giornata | Viareggio | 3 – 0 | Avezzano | Stadio Torquato Bresciani |

| Avezzano 24 aprile 1994 27ª giornata | Avezzano | 0 – 0 | Poggibonsi | Stadio dei Marsi |

| Gualdo Tadino 1º maggio 1994 28ª giornata | Gualdo | 4 – 0 | Avezzano | Stadio Carlo Angelo Luzi |

| Avezzano 15 maggio 1994 29ª giornata | Avezzano | 1 – 0 | Ponsacco | Stadio dei Marsi |

| Lugo di Romagna 22 maggio 1994 30ª giornata | Baracca Lugo | 1 – 0 | Avezzano | Stadio Ermes Muccinelli |

| Avezzano 29 maggio 1994 31ª giornata | Avezzano | 0 – 0 | Maceratese | Stadio dei Marsi |

| L'Aquila 5 giugno 1994 32ª giornata | L'Aquila | 0 – 0 | Avezzano | Stadio Tommaso Fattori |

| Avezzano 12 giugno 1994 33ª giornata | Avezzano | 3 – 1 | Castel di Sangro | Stadio dei Marsi |

| Vasto 19 giugno 1994 34ª giornata | Vastese | 0 – 1 | Avezzano | Stadio Aragona |

### Coppa Italia Serie C

#### Fase eliminatoria a gironi

##### Girone M
| Avezzano 21 agosto 1993 1ª giornata | Avezzano | 2 – 1 | Astrea | Stadio dei Marsi |

| Cerveteri 2ª giornata | Cerveteri | 1 – 2 | Avezzano | Stadio Enrico Galli |

| Avezzano 3ª giornata | Avezzano | 2 – 0 | Lodigiani | Stadio dei Marsi |

| Sora 5 settembre 1993 4ª giornata | Sora | 0 – 0 | Avezzano | Stadio Claudio Tomei |

#### Fase finale

##### Sedicesimi di finale
| Avellino 10 novembre 1993 andata | Avellino | 1 – 1 | Avezzano | Stadio Partenio-Adriano Lombardi |

| Avezzano 8 dicembre 1993 ritorno | Avezzano | 1 – 2 | Avellino | Stadio dei Marsi |

## Statistiche

### Andamento in campionato
| Giornata  | 1 | 2 | 3 | 4 | 5 | 6 | 7 | 8 | 9 | 10 | 11 | 12 | 13 | 14 | 15 | 16 | 17 | 18 | 19 | 20 | 21 | 22 | 23 | 24 | 25 | 26 | 27 | 28 | 29 | 30 | 31 | 32 | 33 | 34 |
| --------- | - | - | - | - | - | - | - | - | - | -- | -- | -- | -- | -- | -- | -- | -- | -- | -- | -- | -- | -- | -- | -- | -- | -- | -- | -- | -- | -- | -- | -- | -- | -- |
| Luogo     | C | T | C | T | C | T | C | T | C | T  | C  | T  | C  | T  | C  | T  | C  | T  | C  | T  | C  | T  | C  | T  | C  | T  | C  | T  | C  | T  | C  | T  | C  | T  |
| Risultato | V | P | N | P | P | V | V | N | N | P  | P  | P  | V  | N  | N  | N  | N  | N  | N  | P  | V  | P  | V  | P  | P  | P  | N  | P  | V  | P  | N  | N  | V  | V  |

Legenda:

Luogo: C = Casa; T = Trasferta. Risultato: V = Vittoria; N = Pareggio; P = Sconfitta.